# Российское продовольственное эмбарго (с 2014)
Российское продовольственное эмбарго — запрет ввоза в Россию с 2014 года «отдельных видов сельскохозяйственной продукции, сырья и продовольствия, страной происхождения которых является государство, принявшее решение о введении экономических санкций в отношении российских юридических и (или) физических лиц или присоединившееся к такому решению». Эмбарго вводилось в три этапа: с 2014 года — в отношении стран Евросоюза, США, Австралии, Канады и Норвегии, с 2015 года — в отношении Исландии, Лихтенштейна, Албании и Черногории, с 2016 года — в отношении Украины.
У большинства стран, попавших под эмбарго, агропродовольственный экспорт незначительно сократился (у некоторых значительно).
В России позитивными последствиями введения эмбарго стали активный рост сельскохозяйственного производства и пищевой промышленности (в частности, выросло производство мяса, молочных продуктов, овощей, зерновых), а также снижение зависимости от агропродовольственного импорта. При этом некоторое время замечался рост розничных цен на пищевые продукты, незначительно увеличилось использование заменителей при производстве продуктов питания (пальмового масла, сухого молока), а также реэкспорт запрещённой продукции из третьих стран (например, яблок из Беларуси, молочной продукции из Сербии). От эмбарго также выиграли принадлежащие Дании Фарерские острова, которые нарастили поставки в Россию рыбной продукции.

## Предыстория и цель введения эмбарго
В январе 2010 года президент Дмитрий Медведев подписал Указ «Об утверждении Доктрины продовольственной безопасности Российской Федерации», которая в качестве одной из основных задач обеспечения продовольственной безопасности определяла «устойчивое развитие отечественного производства продовольствия и сырья, достаточное для обеспечения продовольственной независимости страны». Академик РАН В. В. Ивантер в январе 2014 года отмечал, что стране «нужно прежде всего избавиться от критической зависимости от импортного продовольствия (почти 40 %)».
Эмбарго, наряду с иными санкционными мерами, вводилось Россией в отношении стран, введших ограничительные меры против «российских юридических и (или) физических лиц». 6 марта 2014 года президент США Б. Обама подписал первый документ, который предусматривал введение санкций против лиц, осуществляющих определённые действия на территории Украины, в частности «лиц, которые установили правительство в Крымском регионе без санкции Правительства Украины»; впоследствии США и их союзники, в частности страны ЕС, ввели ряд санкций различного характера против политического руководства РФ, российских должностных лиц и ведомств, отдельных граждан РФ и Украины, отдельных российских компаний и организаций.
Главный научный сотрудник Института прикладных экономических исследований РАНХиГС Василий Узун отметил, что указ о введении эмбарго «принимался с расчетом нанести экономический урон противнику, который был бы сравним с потерями России из-за санкций. Предполагалось, что страны, против которых ввели эмбарго, потеряв наш рынок, не смогут найти другие и понесут убытки».
В ноябре 2014 года президент России Владимир Путин подтвердил ответный характер эмбарго, охарактеризовав действия «по ограничению импорта продовольственных товаров из ряда наших стран-партнеров, как ответные меры на их санкции в отношении российской экономики». В декабре 2016 года председатель правительства РФ Дмитрий Медведев заявил: «В целом санкции — ненормальное явление… Это все плохая история и её, конечно, нужно заканчивать, при том, что промышленники и аграрии просят президента и правительство не отменять контрсанкции, то есть ответные меры, которые мы ввели не ради того, чтобы насолить партнерам Запада, а для того, чтобы экономика начала развиваться». Впрочем несколько дней спустя Владимир Путин заявил, что отменит эмбарго полностью, несмотря на то, что российские сельхозпроизводители «призывают этого не делать», «если наши партнёры, в том числе европейские партнёры, отменят антироссийские санкции».

## Содержание запрета и хронология принятия решений
Запрет введён указом президента России от 6 августа 2014 года «О применении отдельных специальных экономических мер в целях обеспечения безопасности Российской Федерации».
Конкретный перечень товаров, в отношении которых вводятся ограничения, определило правительство РФ. В список входят мясные и молочные продукты, рыба, овощи, фрукты и орехи. Суммарный годовой объём импорта, попавшего под санкции, оценивается в 9 миллиардов долларов США.
Под действие эмбарго попали страны Европейского союза, США, Австралия, Канада и Норвегия. Под эмбарго не попали Новая Зеландия, Япония и Швейцария, несмотря на то, что они тоже ввели санкции против РФ. Россия подтвердила, что эмбарго не распространяется на зависимые от Дании Фарерские острова и Гренландию (в отличие от самой Дании, они не входят в ЕС).
20 августа 2014 года согласно постановлению Правительства РФ под запрет попала также живая рыба, исключены мальки лосося и форели (необходимые для аквакультуры), безлактозное молоко и молочная продукция, семенной картофель.
После того как Евросоюз продлил 22 июня 2015 года санкции против России на полгода, 25 июня постановлением правительства РФ эмбарго продлено на год, до 6 августа 2016 года. Список запрещённых продуктов в основном не претерпел изменений. В связи с декларированным импортзамещением, из эмбарго исключены мальки и семена для посева, ужесточён контроль над импортом безлактозной молочной продукции. Согласно заявлению вице-премьера РФ Дворковича, подобная продукция будет ввозиться только при специальной регистрации. Эта мера связана с сообщениями о попытках ввоза под видом безлактозных продуктов сыров, которые фактически не являлись таковыми. Эмбарго также не касается живой птицы и инкубационных яиц.
29 июля 2015 года Владимир Путин подписал указ, предписывающий с 6 августа 2015 года уничтожать на границе продукты, попавшие под эмбарго.
В августе 2015 года российское продовольственное эмбарго было распространено на другие страны, которые ввели против России санкции (Албанию, Лихтенштейн, Исландию и Черногорию), а с 1 января 2016 года также и на Украину.
В сентябре 2016 года Правительство России внесло соль в перечень продовольствия, запрещённого к ввозу в страну в рамках продуктового эмбарго.

## Стоимость суммарного объёма подпавших под эмбарго товаров

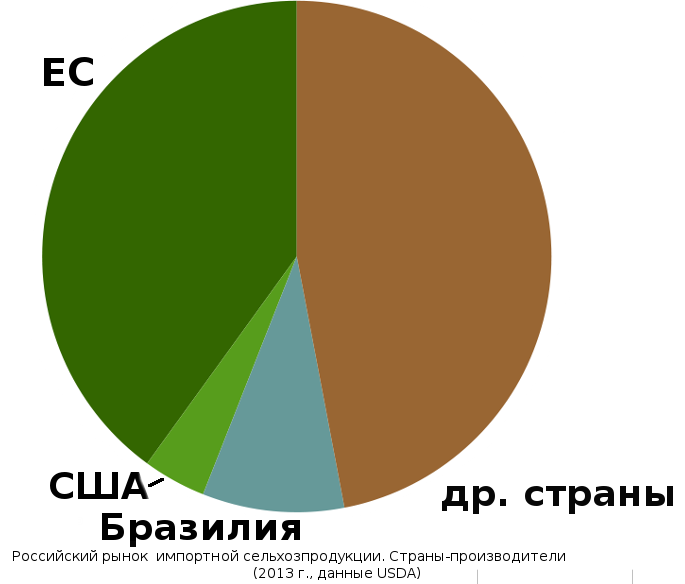
Происхождение товаров на российском рынке импортной сельхозпродукции.
----
В 2013 году 44 % всей ввезённой сельхозпродукции было произведено в ЕС и США (которые попали под эмбарго)

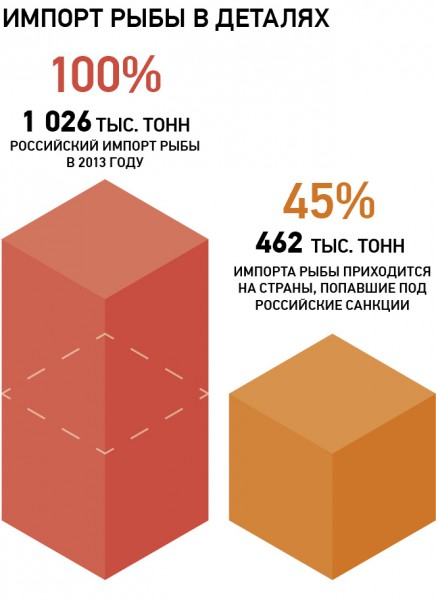

В 2013 году страны, попавшие под действие российского эмбарго в 2014 году (ЕС, США, Австралия, Канада и Норвегия), ввезли в Россию товаров, запрещённых в 2014 году, на сумму в 9058,2 млн долларов США. Страны, попавшие в 2015 году под вторую волну эмбарго (Исландия, Черногория, Албания и Лихтенштейн), ввезли в 2013 году в Российскую Федерацию запрещённых по эмбарго товаров на общую сумму в 170,8 млн долларов (почти вся эта сумма пришлась на Исландию). Украина, попавшая под российское эмбарго в 2016 году, ввезла в Россию в 2013 году запрещенных товаров на сумму в 727,5 млн долларов. Таким образом, суммарная стоимость подпадающих под все волны эмбарго товаров составила на 2013 год около 10 млрд долларов в год. По оценке экономиста В. Узуна, на долю России пришлось только 4-5 % сельскохозяйственного экспорта стран, попавших под эмбарго.

## Доля «санкционного продовольствия» в потреблении России
В 2013 году поставки продовольствия из стран, подпавших под эмбарго, составили (доля от потребления продукции в России):
- Свинина — 13,2 %;
- Птица — 7,9 %;
- Рыба — 13,3 %;
- Сыры — 30,1 %;
- Овощи — 5,8 %;
- Фрукты и ягоды — 14,8 %.

## Экономические последствия для стран, подвергнутых эмбарго
Страны, попавшие под российское продовольственное эмбарго, можно разделить на три группы:
- Государства, у которых объём поставок запрещённых товаров в Россию превысил 100 млн долларов США по каждой стране. К их числу относились 19 государств: 13 членов Евросоюза, Норвегия, Австралия, Канада, Исландия, Украина и Турция. Среди них у трёх стран (Норвегии, Польши и Турции) объём поставок попавшего под запрет продовольствия в 2013 году превысил 1 млрд долларов США, а ещё у 6 государств (Украина, Испания, США, Нидерланды, Германия, Дания) он составлял от 500 млн до 1 млрд долларов США;
- Государства, у которых объём поставок запрещённых товаров в Россию в 2013 году составлял от 30 до 100 млн долларов США по каждой стране. Таких стран было пять — Венгрия, Эстония, Австрия, Великобритания и Латвия. Если для большой экономики Великобритании экспорт продовольствия в Россию вряд ли был существенным, то для маленьких экономик Латвии и Эстонии он играл значительную роль. Например, в 2013 году 46 % экспорта рыбы Эстонии пришлось на Россию[22];
- Государства, у которых объём поставок запрещённых товаров был незначителен (менее 30 млн долларов США в 2013 году по каждой стране) и не играл заметной роли в экспорте. К числу этих стран относились 9 государств ЕС (Швеция, Португалия, Чехия, Словения, Хорватия, Словакия, Румыния, Болгария, Люксембург), Албания, Черногория и Лихтенштейн. В силу незначительности объёмов поставок запрещённого продовольствия, на них эмбарго практически никак не сказалось[22].

Издание «Коммерсантъ» в августе 2014 года оценивало вводимые контрсанкции «как крайне жёсткие во всех смыслах» и предположило, что контрсанкции более всего затронут экспорт из Финляндии, Литвы, Латвии, Эстонии и Польши. Наиболее уязвимыми представлялись страны, для которых Россия была основным рынком сбыта того или иного запрещённого в рамках эмбарго товара:
- Исландия — 31 % экспорта мороженой рыбы (за период с сентября 2014 года по август 2015 года) было отправлено в Россию;
- Финляндия — 29 % экспорта мяса птицы, 32 % экспорта рыбы, 77 % экспорта сыров, 60 % экспорта молока и сливок несгущённых без добавления сахара, 70 % экспорта сливочного масла (за 2013 год);
- Литва — 41 % экспорта свинины и 50 % экспорта сыров (2013 год);
- Эстония — 46 % экспорта рыбы, 37 % экспорта сыров (2013 год);
- Латвия — 34 % экспорта сыров (2013 год);
- Польша — 55 % экспорта яблок (2013 год);
- Бельгия — 25 % экспорта яблок (2013 год).

Вскоре после введения эмбарго со стороны отдельных европейских экспертов звучали высказывания о его негативных последствиях для ЕС. Например, трейдер продовольствия Жан Серрано, 90 % продаж яблок и груш которого направлялись в Россию, называет эмбарго «кошмаром», президент Национальной федерации производителей фруктов Люк Барбье назвал эмбарго «трагедией». Региональный глава ассоциации производителей фруктов Руперт Гсолс в интервью изданию Salzburger Nachrichten назвал российское эмбарго «катастрофой для целой Европы».
Российский журналист и кандидат экономических наук Владимир Соловьев в 2015 году так оценил российское эмбарго: «по большому счету ответными мерами Россия надавила на весьма болезненные секторы в экономиках стран, особенно на те, где мощно проявляются союзы — либо профессиональные, либо торговые, — которые привыкли защищать свои права».
В целом для ЕС ущерб от российского эмбарго оказался небольшим. Физические объёмы продовольственного экспорта из подвергнутых эмбарго стран в 2014—2015 году по основным позициям выросли. Заметно пострадали лишь немногие страны ЕС с отсталой по меркам Евросоюза экономикой. Развитые страны Евросоюза эмбарго выдержали. Потери от эмбарго составили небольшую часть в убытках, которые европейские страны понесли от санкционного противостояния. Французский исследовательский центр в сфере международной экономики в докладе июля 2016 года оценил экспортные потери 37 стран, которые поддержали санкции против России, с августа 2014 года по июль 2015 года в 60,2 миллиарда долларов, отметив, что 78,1 % упущенной прибыли европейских стран было связано с товарами, которые под эмбарго не попали.

### Финляндия
Агропродовольственный экспорт из Финляндии сократился в 2015 году на 24,5 % относительно 2013 года, в том числе за счёт уменьшения поставок на российский рынок — на 20,9 %.
Пострадала финская компания Valio (её поставки молочной продукции в Россию составляли до введения эмбарго почти половину всего экспорта), которая была вынуждена сократить персонал (в августе 2014 года было расторгнуто 126 трудовых договоров, в ноябре того же года — 168). В июне 2015 года было объявлено о сокращении почти 200 работников и о закрытии завода компании в Тампере.

### Норвегия
Агропродовольственный экспорт из Норвегии сократился в 2015 году на 11,3 % относительно 2013 года, в том числе за счёт уменьшения поставок на российский рынок — на 10,1 %.

### Литва
Агропродовольственный экспорт из Литвы сократился в 2015 году на 20,7 % относительно 2013 года, в том числе за счёт уменьшения поставок на российский рынок — на 20,6 %.
За эти годы сокращение экспорта из Литвы в Россию молока и молочной продукции составило 167 млн $, овощей и корнеплодов — 424 млн $, фруктов и орехов — 369 млн $, мяса и мясных субпродуктов — на 85,4 млн $. Часть поставок литовским производителям удалось переориентировать на другие рынки, однако найти полную замену российскому рынку по многим видам продукции не получилось. Так, если в 2013 году общий экспорт сыра и творога из Литвы составлял 359 млн $ (из этого объёма половина приходилась на Россию), то в 2015 году — 207 млн $, а в 2018 году — 226 млн $. Литовский экспорт овощей и корнеплодов в 2013 году равнялся 591 млн $ (из них 76 % направлялось в Россию), в 2015 году — 268 млн $, в 2018 году — 265 млн $.

### Латвия
Агропродовольственный экспорт из Латвии сократился в 2015 году на 21,5 % относительно 2013 года, в том числе за счёт уменьшения поставок на российский рынок — на 11,5 %.

### Эстония
Агропродовольственный экспорт из Эстонии сократился в 2015 году на 21,5 % относительно 2013 года, в том числе за счёт уменьшения поставок на российский рынок — на 12,2 %.

### Польша
Агропродовольственный экспорт из Польши сократился в 2015 году на 4,8 % относительно 2013 года, в том числе за счёт уменьшения поставок на российский рынок — на 4,6 %.
До 2014 года Россия была крупнейшим импортёром яблок польского производства. Введение эмбарго привело к снижению экспорта яблок из Польши и обвалу цен на них. Экспорт яблок из Польши снизился с 450 млн евро в 2013 году до 350 млн евро в 2014 году и 300 млн евро в 2015 году. В натуральном выражении объём экспорта польских яблок в 2015 году был меньше, чем в 2013 году на 30 %. Доля Польши в мировом экспорте яблок сократилась с 14 % в 2013 году до 9 % в 2015 году.

### Германия
Россия для сельхозпроизводителей Германии до 2014 года была третьим по значимости рынком сбыта за пределами Евросоюза после США и Швейцарии. По словам заместителя генерального секретаря Немецкого крестьянского союза Удо Хеммерлинга, удар от российского эмбарго «пришёлся прежде всего по молочной промышленности и производителям свинины, <…> им пришлось с большим трудом искать новые рынки сбыта, прежде всего в Юго-Восточной Азии».

### Меры ЕС по преодолению последствий эмбарго
Европейский союз создал специальную группу для снижения потерь от введённых Россией внешнеторговых ограничений. В частности, 125 млн евро было выделено Евросоюзом на компенсации фермерам, пострадавшим от российского эмбарго на период с августа по ноябрь 2014 года. На ноябрь 2014 года из этой суммы оказались востребованы лишь около 37 млн. Всего к лету 2016 года (то есть за два года действия эмбарго) ЕС выделил фермерам на ликвидацию его последствий 280 млн евро.
В июне 2019 года Федерика Могерини заявила, что экономики стран Евросоюза полностью адаптировались к российским контрсанкциям. Еврокомиссия пришла к выводу, что санкции Евросоюза против России и ответные контрсанкции в агропродовольственном секторе со стороны России оказали сдержанное влияние на европейскую экономику. По словам Могерини, «Несмотря на трудности, вызванные российским эмбарго, агропродовольственный сектор ЕС продемонстрировал выдающуюся устойчивость, и большинство затронутых секторов смогло найти альтернативные рынки. С 2013 года, то есть до введения Россией эмбарго, общий экспорт агропродовольственных товаров ЕС в третьи страны вырос на 14,6 %».
По оценке Французского исследовательского центра в сфере международной экономики (CEPII), 76,7 % потерь от российских контрсанкций против стран Запада понесла Европа. Убытки Польши составили 1,1 миллиарда долл., Австрии — 852 миллиона долл., Нидерландов — 794 миллиона долл. За четыре года доля российских производителей на рынках фруктовой, овощной, сырной, молочной и мясной продукции значительно расширилась.

## Экономические последствия для России
Продовольственное эмбарго имело целый ряд последствий для России. Позитивным моментом стало увеличение сельскохозяйственного производства и пищевой промышленности и сокращение продовольственного импорта. Негативными последствиями были значительный рост цен на продукты питания, расширение практики замещения натурального продукта суррогатами (цельного молока сухим молоком, молочного жира пальмовым маслом). Также увеличился реэкспорт из третьих стран (например, яблок из Беларуси).

### Увеличение производства сельскохозяйственной и пищевой продукции
По оценке Всемирного банка, «контрсанкции» были в числе факторов, способствовавших росту сельскохозяйственного производства в России и расширению доступа к внутреннему рынку для российских предприятий. По оценке журнала Forbes, «всего за несколько лет господдержка, контрсанкции и девальвация рубля превратили сельское хозяйство в один из самых прибыльных бизнесов в России».
Агропромышленный комплекс быстро отреагировал на сложившуюся после введения эмбарго ситуацию, увеличив производство, однако для замены импорта российскими товарами понадобилось значительное время. Рост производства в 2014—2015 годах был отмечен по всем основным импортировавшимся продуктам: по мясу птицы, свинине, сливочному маслу, сыру, овощам и фруктам.
За 2013—2015 годы в России заметно возросло годовое производство мяса птицы и свинины (в живом весе, на убой):
- Птица на убой (в живом весе) — с 3830,9 тыс. тонн до 4535,5 тыс. тонн (на 18 %);
- Свиньи на убой (в живом весе) — с 2816,2 тыс. тонн до 3098,7 тыс. тонн (на 10 %).

В 2013—2015 годах заметно увеличилось в России производства сыра и сырных продуктов:
- 2013 год — 435 тыс. тонн;
- 2014 год — 494 тыс. тонн;
- 2015 год — более 580 тыс. тонн.

Однако значительная часть прироста пришлась не на сыр, а на сырные продукты (с добавлением растительных жиров). Если общий объём производства сыра и сырных продуктов в 2014 году по сравнению с 2013 годом увеличился на 14 %, то производство сырных продуктов возросло за этот период на 24 %. Так как в 2014 году в России произведено 116 тыс. тонн сырных продуктов, то в 2013 году производство сырных продуктов составило 88 тыс. тонн. Таким образом за вычетом сырных продуктов объём производства сыра в 2013 году составил 347 тыс. тонн, а в 2014 году 378 тыс. тонн, то есть рост производства сыра в 2014 году по сравнению с 2013 годом составил 9 %.

### Снижение импорта продовольствия
Введение эмбарго способствовало заметному уменьшению зависимости России от агропродовольственного импорта. Если в 2013 году стоимостный объём импорта продовольствия и сельхозсырья составлял 43 млрд $, то в 2014 году он опустился до 40 млрд $, а по итогам 2015 года составил 27 млрд $. Ещё более значительным было снижение импорта в физическом объёме, особенно по продукции динамично растущих отраслей АПК России (в частности, импорт мяса птицы сократился на 52 %).
Кроме того, в результате введения эмбарго значительно повысилась географическая диверсифицированность и сбалансированность агропродовольственного импорта. Доля подсанкционных стран сократилась с 44 % до 25 %, в том числе Евросоюза — с 33 % до 20 %.
Также произошло снижение доли импорта в объёме потребления продовольствия. По оценкам Financial Times, если в 2013 году Россия импортировала 35 % потребляемого продовольствия, то в 2018 году — не более 20 %.

### Рост иностранных инвестиций в агропромышленный комплекс
Привлечение прямых иностранных инвестиций в агропромышленный комплекс России возросло на 33 %, с 5,4 млрд $ в 2013 году до 7,2 млрд $ в 2015 году. По мнению экономиста Б. Е. Фрумкина, это связано с введением эмбарго, «заставившим иностранные агропродовольственные компании искать неторговые формы закрепления на российском рынке».

### Убытки торговых сетей от запрета на ввоз уже оплаченной ими продукции
Так как эмбарго было введено без переходного периода и вступило в силу немедленно, на границе застряли сотни тысяч тонн продуктов. 8 августа и. о. руководителя Федеральной таможенной службы Вадим Малинин разрешил временный, до полуночи 9 августа, ввоз продукции, закупленной до введения эмбарго, при условии предъявления документов о 100%-й оплате. Уполномоченный при президенте Российской Федерации по правам предпринимателей Борис Титов попросил премьер-министра России Дмитрия Медведева разрешить ввоз сельскохозяйственного непереработанного сырья, которое было оплачено до введения эмбарго. Но Дмитрий Медведев заявил о том, что исключений для ввоза таких товаров не будет; по его словам, данные обстоятельства являются «форс-мажором», а к обсуждению этого вопроса предложено более не возвращаться.

### Последствия для российских компаний
К сентябрю 2014 года большинство российских рыбопереработчиков приспособилось к новой ситуации и перепрофилировалось на приём рыбы из Чили и с Фарерских островов. Мурманский рыбокомбинат, единственное работающее с живой рыбой предприятие в России, первоначально был вынужден прекратить работу в связи с эмбарго. Руководитель комбината Михаил Зуб пытался оспорить постановление Правительства РФ № 778 от 7 августа об эмбарго в Верховном суде, но 11 ноября иск был отклонён.

### Повышение цен на продукты
Одним из последствий эмбарго стал рост цен на попавшие под эмбарго продукты питания в розничной торговой сети (по эспертным оценкам, санкционные продукты относились к основным продовольственным группам и в усредненной корзине потребления до начала эмбарго занимали около 18 % по затратам). Он начался уже в августе 2014 года. X5 Retail Group (сети «Пятерочка», «Перекресток», «Карусель») сообщила Минпромторгу, что с 11 августа её поставщик креветки ООО «Си Прод» уведомил компанию о повышении отпускных цен на 20-36 %, что было объяснено ростом затрат на транспортировку и хранение товара и переходом на предварительную систему оплаты сырья со своими поставщиками. Аналогичное уведомление о планируемом повышении цен ретейлер получил от поставщика красной рыбы — ЗАО СК «Ритейл», о корректировке объёмов и стоимости продукции сообщило в письме своим клиентам и ООО «Фрут Сервис», поставляющее плодоовощную продукцию. 15 августа 2014 года ИТАР-ТАСС со ссылкой на импортёров сообщило о том, что бразильские поставщики свинины подняли отпускные цены для России после возникновения продуктовых санкций. По словам представителя свиноводческой компании Smithfield Foods Эрика Картвелишвили, за неделю цена за килограмм окорока сменилась с 5,3-5,4 $ до 6,95-7,3 $, при этом «Украина, Азербайджан и Армения, Грузия и многие другие страны получают бразильскую свинину на 4 $ дешевле». 18 августа руководитель департамента торговли и услуг Москвы Алексей Немерюк признали факт подорожания некоторых продуктов в столичных магазинах после запрета на импорт. Так, по его словам, говядина подорожала на 3 руб. за три дня, свинина — на 4 руб., мороженая рыба в дорогом сегменте показала некое снижение, рыба в сегменте экономкласса подорожала на 5 руб, варёная колбаса подорожала на 10 руб. За 10 дней с момента ввода санкций подорожало сырье для московских мясоперерабатывающих комбинатов, и цена полутуши свинины выросла со 170 до 180 руб. (рост на 6 %). 2 октября 2014 года глава Минфина РФ Антон Силуанов сообщил о том, что резкое повышение цен на продукты в стране является следствием введённых Россией эмбарго на импорт.
По итогам 2014 года розничные цены на санкционные продукты заметно выросли. По данным Росстата средняя розничная цена на яблоки в конце 2014 года составила 76,7 рубля за килограмм, что на 21 % выше, чем в конце 2013 года. За этот же период средняя розничная цена килограмма говядины (без бескостного мяса) увеличилась на 11 %, килограмма свинины (без бескостного мяса) — на 27 %, куры мороженные и охлажденные подорожали на 27 %, сливочное масло — на 16 %, рыба мороженая неразделанная — на 22 %, сыры сычужные твердые и мягкие — на 19 %. Связь роста цен на продукты питания и эмбарго подтвердил в октябре 2014 года президент России Владимир Путин.
Некоторые представители российских властей (например, вице-премьер РФ Аркадий Дворкович) успокаивали население, заверяя, что рост цен будет краткосрочным. Но в 2015 году цены на санкционные продукты питания заметно поднялись. К декабрю 2015 года по сравнению с декабрем 2014 года повышение цен составило:
- На рыбу мороженую и разделанную — 24 %;
- На рыбу живую и охлажденную — 23 %;
- На сливочное масло — 11 %;
- На яблоки — 14 %;
- На говядину — 16 %;
- На сухое молоко — 20 %.

На свинину и на мясо кур цены в период с декабря 2014 года по декабрь 2015 года незначительно снизились — на 0,5 % и на 1,8 % соответственно.
С начала 2016 года стало наблюдаться снижение темпов роста цен на агропродовольственную продукцию. По итогам 2016 года инфляция продовольственных товаров составила 4,6 %, а в 2017 году упала до 1,1 % — самого низкого уровня в новейшей истории России. По мнению экономиста Б. Е. Фрумкина, в определённой мере падение темпов инфляции «связано с адаптацией производителей в АПК и потребителей его продукции к эмбарго, причем вклад эмбарго (контрсанкций) в инфляцию значительно снизился».

### Увеличение поставок в Россию пальмового масла и сухого молока
В условиях эмбарго российские производители сыров и иной продукции из молока стали активнее использовать дешёвые заменители цельного молока при производстве — пальмовое масло и сухое молоко. Соответственно возрос импорт этих продуктов. В 2015 году по сравнению с 2014 годом Россия ввезла на 26 % пальмового масла больше, чем в 2014 году. Поставки сухого молока в Россию (в основном из Беларуси) увеличились в 2015 году на 11 %.
При этом собственное годовое производство молока за 2013—2015 годы сельхозорганизациями и фермерами в России увеличилось на 902 тыс. тонн, хозяйствами населения (отличающимися низкой товарностью производства) — уменьшилось на 634 тыс. тонн. Объём реализации молока российскими сельхозпроизводителями повысился на 5 % (с 19,7 млн тонн до 20,7 млн тонн).
Производство в России сыров и сырных продуктов в 2015 году составило около 580 тыс. тонн, превысив уровень 2014 года на 17,6 %. Рост был частично связан с более широким использованием в производстве сырной продукции пальмового масла. На это указывает тот факт, что в 2014 году производство сырных продуктов (это сыры, где часть молочных жиров заменена на растительные) в России увеличилось на 24 %, достигнув 116 тыс. тонн.

## Последствия для стран и территорий, не подвергнутых эмбарго
Некоторые страны, не подвергнутые российскому эмбарго, смогли нарастить поставки своей продукции в России, зачастую прибегая к реэкспорту (в том числе из государств, на которые эмбарго было наложено). Евросоюз рекомендовал «странам-партнёрам и странам-кандидатам» не наращивать поставки продовольствия в Россию. Однако эта рекомендация не была исполнена. Согласно аналитическому докладу, составленному органом Правительства Российской Федерации (апрель 2016 года), ввоз в Россию санкционных продуктов в 2015 году (по сравнению с 2014 годом) наиболее нарастили следующие страны — Беларусь, Исландия (до второй волны эмбарго), принадлежащие Дании Фарерские острова, а также Сербия.

### Беларусь

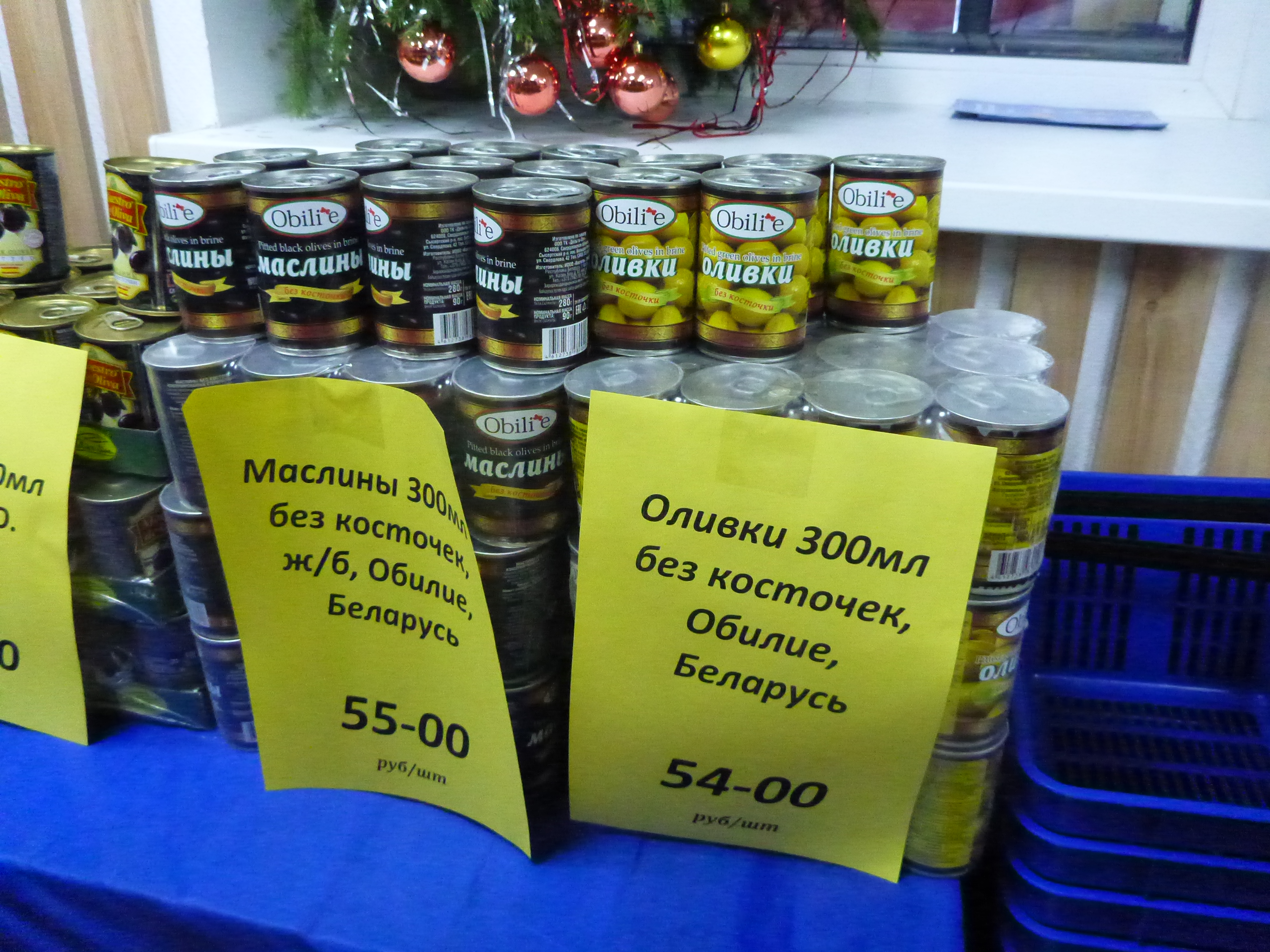
Консервированные маслины и оливки белорусского производства, изготовленные по заказу одной из фирм Свердловской области в магазине Екатеринбурга, 23 декабря 2019 года

11 августа 2014 года Беларусь заявила, что будет пресекать экспорт запрещённых в России товаров через свою территорию. Президент Лукашенко призвал агропромышленные предприятия республики «шевелиться, использовать этот момент и заработать деньги». Однако заработать на эмбарго Беларуси не удалось: в стоимостном отношении белорусские поставки в 2015 году оказались намного ниже, чем в 2013 году. Стоимость экспорта продовольственных товаров и сельскохозяйственного сырья из Беларуси в Россию (по данным Белстата) составляла по годам:
- 2013 год — 4660,4 млн долларов;
- 2014 год — 4708,2 млн долларов;
- 2015 год — 3724,0 млн долларов.

При этом физический объём поставок из Беларуси вырос. Увеличение поставок белорусских продуктов (из попавших под эмбарго) в 2015 году по сравнению с 2014 годом составило:
- Говядина свежая и охлажденная — на 17 тыс. тонн;
- Говядина замороженная — на 6 тыс. тонн;
- Мясо птицы — на 26 тыс. тонн;
- Рыба сушеная, соленая, копченая — на 7,3 тыс. тонн;
- Молоко, сливки, несгущенные и без добавления сахара — на 23 тыс. тонн;
- Молоко, сливки сгущенные или с добавлением сахара — на 24 тыс. тонн;
- Сливочное масло и прочие жиры и масла — на 14 тыс. тонн;
- Сыры и творог — на 31 тыс. тонн;
- Яблоки, груши и айва свежие — на 311 тыс. тонн (более, чем в 2 раза);

Из этих цифр видно, что Беларусь смогла за счет эмбарго нарастить экспорт в Россию прежде всего яблок и груш, а также сыров и творога. При этом значительная часть поставок из Беларуси явно была реэкспортом.
На это указывал тот факт, что Беларусь в 2013 году ввезла из Польши 153 тыс. тонн яблок, а в 2014 году — уже 550 тыс. тонн яблок. Таким образом за три года поставки польских яблок в Беларусь возросли на 397 тыс. тонн. Это частично покрыло прекращение экспорта польских яблок в Россию. В 2013 году Польша поставила в Россию 751 тыс. тонн яблок. В 2013—2016 годах, по данным ООН, возросли закупки Беларусью другой сельскохозяйственной продукции: говядины в 2013 году было закуплено на 0,5 млрд рублей, а в 2016 году — уже более, чем на 3 млрд рублей, овощей в 2013 приобрели на 5 млрд рублей, а в 2016 году — на 31 млрд рублей. Власти Беларуси снабжали закупленную за рубежом санкционную продукцию сертификатами. Только за 2015 год Россельхознадзор задержал около 400 фур, нагруженных санкционными экзотическими фруктами, на которых были белорусские государственные сертификаты. В августе 2016 года российские пограничники обнаружили идущую к белорусско-российской границе нелегальную дорогу для движения большегрузных автомобилей, которая была протяженностью около 5 километров и покрыта асфальтом (ранее она была просто грунтовой дорогой).
Российские власти уже в 2014 году стали бороться с реэкспортом санкционной продукции. С 24 ноября 2014 года появились сообщения о досмотре Россельхознадзором продукции из Беларуси и Казахстана в связи с участившимися случаями поставок запрещённых продуктов (Беларусь и Казахстан входят вместе с Россией в Таможенный союз, и их товары официально не должны досматриваться). В ответ Беларусь ввела досмотр грузового транспорта на границе с Россией. В январе 2015 года досмотр вновь был отменён. Однако справиться с реэкспортом запрещенной продукции через Беларусь российским властям не удалось. По словам заместителя Генерального прокурора России Владимира Малиновского, объём поставок белорусских яблок, груш и грибов в 2015 году в 5 раз превысил собранный в этой стране их урожай за 2015 год. С декабря 2017 года Россельхознадзор ввел эмбарго на поставку фруктов из Беларуси.
Кроме того, в 2014 году с белорусской стороны была восстановлена пограничная зона. В свою очередь Россия в феврале 2017 года создала пограничную зону со стороны Смоленской области.
В 2014—2016 годы белорусская экономика переживала кризис. Так, по итогам 2015 года белорусский рубль был девальвирован по отношению к доллару США на 56 %.
«Россия продолжает терять сотни миллионов долларов из-за поставок санкционной продукции из третьих стран под видом продукции Республики Беларусь, от так называемого лжетранзита, контрабандных поставок, от манипуляций с занижением НДС. Россия готова воздействовать на Беларусь с помощью законодательных нововведений, акцизных и таможенных изменений, а также правоохранительными мерами в отношении нарушителей. Однако все действия будут неэффективны, если их не поддержит белорусская сторона» — посол РФ в Минске Михаил Бабич (2019).
С 2019 года вся продукция, поступающая на территорию России через Беларусь, будет отслеживаться в системе контроля за оборотом продуктов под названием «Меркурий»; она должна поспособствовать тому, чтобы и российские, и белорусские таможенники видели всю цепочку происхождения товара.

### Сербия
Сербии российское эмбарго также не принесло заметной выгоды. В Россию Сербия из санкционных товаров поставляла немного — в основном яблоки и груши, свинину, а также сыры и творог. Поставки из этой страны в Россию яблок, груш и айвы в 2015 году по сравнению с 2014 годом увеличились на 33 тыс. тонн. Однако ввоз в Россию сербской свинины в 2015 году уменьшился по сравнению с 2014 годом на 2 тыс. тонн. Поставки других санкционных товаров в Россию из Сербии в 2014—2015 годах были незначительными (только сыров и творога в 2015 году Сербия ввезла 8,1 тыс. тонн). Двусторонней торговле очень мешает отсутствие общей границы и выхода Сербии в мировой океан, что приводит к необходимости транспортировки сербских товаров через третьи страны. В результате увеличиваются как сроки доставки, так и розничная цена товаров. Например, в 2015 году Сербия была вынуждена поставлять свинину в Россию через черногорский порт Бар, причём маршрут поставок составил более 7,5 тыс. км, а время доставки — 13 суток. Транзит же свинины по более короткому (2,5 тыс. км) маршруту через страны ЕС оказался невозможен, так как Евросоюз запретил ввоз свиного мяса из Сербии из-за чумы. Опасаясь ввоза дешёвого европейского продовольствия на свой рынок, Сербия ввела дополнительные таможенные пошлины на ввоз из Евросоюза молока, продукции из него (в том числе сыра и сливок), а также свинины (эти пошлины отменены в декабре 2016 года).
Также Сербия занялась реэкспортом санкционной продукции. В 2018 году Россельхознадзор выяснил, что сербская фирма «Сремска млекара» поставила в Россию с января по июль 2018 года 3 815 тонн молочной продукции, причем аналогичный объём этой продукции был поставлен с Украины в Сербию (сравнительный анализ показал, что продукция «Сремска млекара» была с Украины).

### Фарерские острова
Существующие в значительной степени на дотации из подвергнутой российскому эмбарго Дании Фарерские острова заметно увеличили поставки в Россию рыбной продукции в 2014—2015 годах:
- Рыбы свежей и охлажденной — на 10 тыс. тонн (в 2 раза);
- Рыбы мороженой — на 51 тыс. тонн (более, чем в 2 раза);
- Филе рыбы — на 0,3 тыс. тонн.

При этом Фарерские острова почти сразу после введения эмбарго подняли цены для российских поставщиков. 20 августа 2014 года портал UndercurrentNews сообщил о повышении рыболовецкими хозяйствами Фарерских островов цены на лосось с 6,25 доллара до 10 долларов. По состоянию на февраль 2015 года цена для России повышена на 25 %.

### Швейцария
Введение контрсанкций привело к росту поставок швейцарского сыра на российский рынок. Если в 2013 году экспорт сыра и творога из Швейцарии в Россию составлял 431 тонну на сумму 6,6 млн $, то в 2015 году — 1339 тонн на 13,6 млн $.
Крупный скандал имел место в ноябре-декабре 2014 года: Россельхознадзор пригрозил Швейцарии введением ограничений в связи с увеличением поставок яблок «в 400 раз». Согласно разъяснениям посла Швейцарии в России Пьера Хельга, в реальности сообщение Россельхознадзора ошибочно, и речь идёт о «400 процентах», а не «разах».

### Страны третьей волны эмбарго (Украина и Турция) в 2014—2015 годах
Эмбарго было распространено на Турцию и Украины вступило в силу с 1 января 2016 года, при этом, в отличие от других стран, об его введении было сообщено заранее, что давало возможность подготовиться к нему и нарастить объём поставок. Однако этого не произошло. В 2013—2015 годах ежегодные поставки подсанкционной продукции из Украины в Россию сократились более, чем в пять раз в стоимостном отношении: с 727,5 млн долларов США до 143,3 млн долларов США. Украина смогла в 2015 году по сравнению с 2014 годом немного увеличить поставки в Россию говядины:
- Свежей и охлажденной — на 2,1 тыс. тонн;
- Замороженной — более, чем на 8 тыс. тонн (более, чем в 2 раза).

Однако поставки украинского сливочного масла (и других масел и жиров) в 2015 году были почти нулевыми — 0,1 тыс. тонн (в 2014 году — 5,7 тыс. тонн).
Турции также не удалось существенно увеличить поставки санкционной продукции в России. В стоимостном отношении они оставались на одном уровне:
- 2013 год — 1068,2 млн долларов США;
- 2014 год — 1101,0 млн долларов США;
- 2015 год — 900,5 млн долларов США.

В основном турецкие поставки приходились на продукцию растениеводства, которая обладает более низкой стоимостью по сравнению с животноводческой, которой Турция в Россию почти не поставляла. Исключением стало мясо птицы, поставки которого выросли в 2015 году по сравнению с 2014 годом на 3 тыс. тонн. Поставки свежей и охлажденной рыбы из Турции за этот же период сократились на 2,1 тыс. тонн.

### Китай
Введение эмбарго не привело к значительному росту китайских поставок в Россию. В 2015 году в Россию выросли поставки из КНР (по сравнению с 2014 годом) только мороженой рыбы (на 7 тыс. тонн). Однако в 2015 году по сравнению с 2014 годом сократились поставки многих китайских продуктов:
- Филе рыбы — на 13 тыс. тонн;
- Рыбы сушёной, солёной, копчёной — на 2,6 тыс. тонн (в 2 раза);
- Картофеля свежего и охлаждённого — на 34 тыс. тонн;
- Яблок, груш и айвы — на 8 тыс. тонн.

### Страны Латинской Америки
Российское эмбарго не привело к заметному росту поставок запрещенных продуктов из Латинской Америки. Более того, поставки в 2014—2015 годах заметно сократились. Поставки из Аргентины в 2015 году уменьшились по сравнению с 2014 годом:
- Яблок, груш и айвы — на 25 тыс. тонн;
- Сливочного масла и прочих жиров — на 6,7 тыс. тонн (более, чем в 3 раза);
- Молока и сливок сгущенных или с добавлением сахара — на 4 тыс. тонн (примерно в 3 раза);
- Филе рыбы — на 1,1 тыс. тонн;
- Мяса птицы — более, чем на 13 тыс. тонн (более, чем в 2 раза);
- Говядины замороженной — более, чем на 15,5 тыс. тонн (более, чем в 2 раза).

Поставки из Бразилии в 2015 году уменьшились по сравнению с 2014 годом:
- Говядины свежей и охлажденной — на 4,8 тыс. тонн меньше (более, чем в 4 раза);
- Говядины замороженной — на 141 тыс. тонн (почти в 2 раза).

Исключением были поставки бразильской свинины, которые в 2014—2015 годах выросли на 49 тыс. тонн. Объёмы поставок чилийских продуктов (свинины, рыбы мороженой) в 2015 году остались примерно на том же уровне, что и в 2014 году.

## Уничтожение санкционной продукции
6 августа 2015 года, во исполнение указа «Об отдельных специальных экономических мерах, применяемых в целях обеспечения безопасности Российской Федерации», подписанного президентом В. Путиным 29 июля 2015 года, было введено обязательное уничтожение незаконно ввезённой на территорию Российской Федерации запрещенной к ввозу продукции. 31 июля правительство РФ приняло постановление «Об утверждении Правил уничтожения сельскохозяйственной продукции, сырья и продовольствия, включенных в перечень сельскохозяйственной продукции, сырья и продовольствия, страной происхождения которых являются Соединённые Штаты Америки, страны Европейского союза, Канада, Австралия , Королевство Норвегия, Украина, Республика Албания, Черногория, Республика Исландия и Княжество Лихтенштейн и которые по 31 декабря 2017 г. запрещены к ввозу в Российскую Федерацию». СМИ в связи с данной мерой публиковали мнения экспертов о том, что полностью пресечь ввоз санкционных товаров невозможно, в частности, вследствие того, что товары, не подлежащие ввозу в Россию, могут ввозиться на законных основаниях, якобы транзитом из одной страны — члена Таможенного союза в другую — например, из Беларуси в Казахстан.
К августу 2016 года (за год действия этой нормы) Россельхознадзор уничтожил около 7,5 тыс. тонн санкционной продукции, в том числе 7282 тонны растительной (овощи, фрукты, ягоды) и 229 тонн животной. За период с августа 2015 года по начало января 2018 года объём уничтоженной санкционной продукции составил 18,7 тыс. тонн. Вероятно, часть этой продукции происходила из Турции, против которой в 2015 году было введено продовольственное эмбарго.
В июле 2018 года Россельхознадзор отчитался об уничтожении 25 088,702 тонны продукции.

## Безлактозные сыры
Производители сыра из Европы нашли способ обходить эмбарго, ввозя свою продукцию под видом безлактозной. По данным Федеральной таможенной службы, ввоз такой продукции за 2014 год увеличился по сравнению с 2013 годом в 7,5 раз. 24 — 25 июня 2015 года одновременно с продлением эмбарго было установлено, что под него подпадают безлактозные сыры, ввозимые не для лечебного или профилактического питания и содержащие 1,5 и более % молочного жира.

## Экспертные оценки

### Негативные
В январе 2015 года бывший министр финансов РФ Алексей Кудрин высказался за отмену эмбарго; по его мнению, в связи с прошедшей девальвацией российского рубля эмбарго стало «непродуктивно».

### Положительные
В феврале 2016 года председатель правительства РФ Дмитрий Медведев заявил, что введение контрсанкций оказалось выгодно аграриям России, которые, по его мнению, сумели занять освободившиеся на рынке ниши.

## Реакция россиян
Опрос Левада-Центра, проведенный 1-4 августа 2014 года, дал следующие результаты:
- На вопрос, следует ли России ввести ответные санкции, 39 % ответили «определённо, да», 33 % «скорее, да», 12 % «скорее, нет», 6 % «определённо, нет», 10 % затруднились ответить.
- Также большинство опрошенных поддержало намерения Россельхознадзора запретить ввоз в Россию овощей и фруктов под предлогом их заражения вредителями (44 % «определённо да», 32 % «скорее, да»).

Согласно социологическому опросу, проведённому центром ЦИМЭС, социологические данные показали, что 87 % россиян имеют негативное отношение к решению властей, в то время как положительное — только 4 %.
Согласно опросу ВЦИОМ от 22 августа 2014 года, 91 % россиян осведомлены о введении эмбарго, из них 56 % — «подробно». Запрет поддерживают 84 %, 80 % убеждены, что такой запрет принесёт пользу России. В то же время 63 % ожидают роста цен. К концу 2015 года отношение россиян к эмбарго изменилось (согласно опросу ВЦИОМ, проведенному 14 — 15 ноября 2015 года): в поддержку этой меры высказались 73 % опрошенных, а против неё — 20 % опрошенных. Таким образом, за полтора года количество противников эмбарго выросло более, чем в два раза.
Согласно опросам ВЦИОМ, в 2014 году положительно об эмбарго отзывались 84 % опрошенных (и лишь 9 % не одобряли), в 2015 году запрет на ввоз продуктов одобряли уже 73 % (доля недовольных выросла до 20 %), а к 2021 году только 57 % россиян заявили, что одобряют контрсанкции (доля их противников выросла до 36 % опрошенных).
Негативную реакцию россиян вызвало принятое решение об уничтожении продуктов, ввезенных в Россию в нарушение эмбарго. На Change.org была опубликована петиция против этого шага (вместо уничтожения автор петиции предлагала передать «нуждающимся категориям граждан России»), набравшая более полумиллиона голосов. О петиции было доложено В. В. Путину, но никакой публичной реакции от него не последовало, а уничтожение санкционных продуктов продолжилось.

## Обсуждение в ВТО
Российское продовольственное эмбарго стало причиной неисполнения со стороны России требований ВТО. Ещё до эмбарго — в начале 2014 года — Россия ввела запрет на поставку свинины и живых свиней из ЕС в связи со вспышкой эпидемии африканской чумы свиней в Польше и Латвии. Власти ЕС подали иск против России в ВТО. В иске Евросоюз требует, чтобы Россия уплатила ему 1,39 млрд евро (столько стоили 700 тыс. тонн свинины, которые ЕС в 2013 году поставил в Россию). При этом власти ЕС будут ежегодно увеличивать эту сумму на 15 %, если Россия не удовлетворит их требования. В августе 2016 года панель арбитров ВТО признала, что российские власти при введении эмбарго на поставку свинины нарушили международные нормы
(кроме ограничений в отношении Латвии). Был установлен «разумный срок» для России для отмены этих ограничений. Российские власти подали апелляцию, но она была отклонена в феврале 2017 года. Российские власти заявили, что требования ВТО выполнить не могут, так как за время, пока рассматривалось дело, было введено эмбарго на поставку свинины из ЕС.
Обычно рассмотрение дела в ВТО занимает от 1,5 до 5 лет, тогда как эмбарго анонсировано сроком на 1 год и было продлено ещё на полтора. В случае, если Россия откажется от эмбарго во время разбирательства, ущерб с неё не взыскивается.

## Снятие эмбарго

### Частичное снятие
1 июня 2016 года было опубликовано Постановление Правительства России, которое частично сняло эмбарго — из списка запрещённых к ввозу товаров исключены (только для целей детского питания) сушёные и замороженные овощи, мороженая говядина, а также мясо домашней птицы. Публикация постановления совпала с Днём защиты детей.

### Условия полного снятия
В конце 2016 года Владимир Путин заявил, что отменит эмбарго полностью, несмотря на то, что российские сельхозпроизводители «призывают этого не делать», «если наши партнёры, в том числе европейские партнёры, отменят антироссийские санкции». Санкции в отношении России сняты не были. В феврале 2017 года министр иностранных дел России Сергей Лавров на Мюнхенской конференции по безопасности заявил: «мы свои санкции против Евросоюза не снимем, пока минские договорённости не будут выполнены, это тоже надо понимать».

### Временное снятие на фоне пандемии COVID-19
20 мая 2020 года на рассмотрение Государственной думы внесен законопроект о возможности закупки Россией дефицитных товаров без учёта контрсанкций в условиях пандемии коронавируса. «В особых условиях, как показал опыт распространения пандемии коронавирусной инфекции, существует риск возникновения дефицита на отдельные товары или компоненты для их производства, на которые введен запрет или ограничения на ввоз на территорию РФ в соответствии с указанным Законом»,— говорится в пояснительной записке к законопроекту. Авторами документа стали члены Совета Федерации Константин Косачев и Сергей Кисляк. Однако 16 сентября того же года авторы законопроекта отозвали его из Госдумы.